# حميرة (القطن)

'

تعديل مصدري - تعديل

حميرة هي إحدى قرى عزلة القطن بمديرية القطن التابعة لمحافظة حضرموت، بلغ تعداد سكانها 208 نسمة حسب تعداد اليمن لعام 2004.